# Харалузька сільська рада
Харалу́зька сільська́ ра́да — орган місцевого самоврядування в Корецькому районі Рівненської області. Адміністративний центр — село Харалуг.

## Загальні відомості
- Харалузька сільська рада утворена в 1948 році.
- Територія ради: 14,643 км²
- Населення ради: 424 особи (станом на 2001 рік)

## Населені пункти
Сільській раді підпорядковані населені пункти:
- с. Харалуг

## Склад ради
Рада складається з 14 депутатів та голови.
- Голова ради: Фіщук Надія Іванівна
- Секретар ради: Фіщук Тетяна Євгенівна

### Керівний склад попередніх скликань
| Прізвище, ім'я, по батькові | Основні відомості                                                 | Дата обрання | Дата звільнення |
| --------------------------- | ----------------------------------------------------------------- | ------------ | --------------- |
| Фіщук Надія Іванівна        | Сільський голова, 1964 року народження, освіта вища, позапартійна | 26.03.2006   | 31.10.2010      |
| Фіщук Надія Іванівна        | Сільський голова, 1964 року народження, освіта вища, позапартійна | 31.10.2010   |                 |

Примітка: таблиця складена за даними сайту Верховної Ради України